# Mezhírich (Pavlogrado)
Mezhírich (en ucraniano: Межиріч) es un pueblo ucraniano perteneciente al óblast de Dnipropetrovsk. Situado en el este del país, es parte del raión de Pavlojrado y del municipio (hromada) homónimo.

## Toponimia
El nombre del asentamiento en ruso también es Mezhírich (en ruso: Межирич). 

## Geografía
Mezhírich se encuentra a orillas del río Vovcha, al norte de Pavlogrado y 67 km al noroeste de Dnipró. 

## Historia
En la confluencia de los ríos Vovcha y Samara, surgió el asentamiento de Mezhírik en 1689. A mediados del siglo XVI, cosacos de la Ucrania de la margen derecha del Dniéper, comenzaron a operar aquí. Ya en 1705, los tártaros y nogayos reconocieron que todas las tierras en el intervalo entre los ríos Samara y Vovcha pertenecían al Sich de Zaporiyia. Los primeros pobladores que sentaron las bases de la historia del pueblo de Mezhyrik fueron capataces militares retirados con sus familias y jóvenes contratados.

## Demografía
La evolución de la población de Mezhírich entre 1886 y 2001 fue la siguiente:
| 1676                                                          | 4174 |
| (Fuente: Cities & Towns of Ukraine y UKRAINE: Größere Städte) |      |

Según el censo de 2001, la lengua materna de la mayoría de los habitantes, el 94,92%, es el ucraniano; del 4,67%, el ruso.

## Infraestructura

### Transporte
Mezhírich tiene acceso a la autopista M04 que conecta Dnipró con Pokrovsk. 